# پنج بانک بزرگ کانادا
پنج بانک بزرگ کانادا (انگلیسی: Big Five banks of Canada) نامی است که به‌طور محاوره ای به پنج بانک بزرگ که بر صنعت بانکداری کانادا تسلط دارند داده می‌شود:
1. بانک مونترآل (BMO)
2. اسکوشیابانک
3. کانیدین امپریال بنک آو کامرس (CIBC)
4. رویال بانک کانادا (RBC)
5. تورنتو-دومینیون بانک (TD)